# 恆春神社
22°00′47″N 120°45′02″E / 22.012987°N 120.750657°E
恆春神社為台灣日治時期位於高雄州恆春郡恆春街的神社，設立於1942年。其於二戰後拆除。

## 介紹
恆春地區最早的神社為1933年設立的「恆春社」，其位於恆春城外的丘陵，為恆春郡下官民祭拜的神社，祭神為北白川宮能久親王、開拓三神（大國魂命、大己貴命、少彥名命），例祭日為4月28日。此後，恆春神社的設立於1941年1月23日經臺灣總督府許可，建設費為9萬圓。其於1941年6月25日舉行上棟祭，1942年5月11日鎮座啟用，社格為無格社，祭神同為北白川宮能久親王及開拓三神，例祭日亦為4月28日。恆春神社社境面積為15,534坪，神社設施包含本殿、幣殿、神饌所、拜殿、神門、手水舍、社務所。
二戰後，恆春神社被拆除，現僅存參道殘跡。

## 社掌
恆春神社社掌係由潮州神社社司兼任。